# Stille Gesellschaft (Österreich)
Die stille Gesellschaft (stG) ist im österreichischen Gesellschaftsrecht eine Sonderform der Personengesellschaft. Sie ist im Unternehmensgesetzbuch geregelt.

## Definition
Nach § 179 UGB beteiligt sich der stille Gesellschafter
am Unternehmen oder Vermögen eines anderen mit einer Vermögenseinlage. Diese geht in das Vermögen des anderen über.
Die stille Gesellschaft ist eine reine Innengesellschaft, da sie nicht nach außen hin auftritt. Sie ist daher nicht im Firmenbuch eingetragen, die Einlage findet sich lediglich im Jahresabschluss des Unternehmers wieder. Die stille Gesellschaft besitzt keine Rechtspersönlichkeit, kann also nicht Träger von Rechten und Pflichten sein.
Von einer typischen stillen Gesellschaft spricht man, wenn der stille Gesellschafter nur am Gewinn beteiligt ist und ihm keinerlei Geschäftsführungsbefugnis zukommt. Bei einer atypischen stillen Gesellschaft ist der Stille hingegen auch am Vermögen des Unternehmens beteiligt und zur Geschäftsführung berechtigt.

## Gründung
Gegründet wird eine stille Gesellschaft durch Abschluss eines formfreien Gesellschaftsvertrages zwischen dem Inhaber eines Unternehmens und demjenigen, der sich als stiller Gesellschafter beteiligen will. Dieser wird auch als Stiller bezeichnet.
Der Stille kann seine Einlage nicht nur durch Geld, sondern auch als Sacheinlage leisten. Die Einlage geht in das Vermögen des Unternehmens über.

## Gewinnbeteiligung des Stillen
Nach § 181 UGB ist der stille Gesellschafter mit einem angemessenen Anteil am Gewinn oder Verlust beteiligt. Im Gesellschaftsvertrag kann ausbedungen werden, dass er nur am Gewinn beteiligt ist. Ist im Gesellschaftsvertrag nur sein Anteil am Gewinn bestimmt, so ist er aber im Zweifel auch am Verlust beteiligt und vice versa.
Stehengelassene Gewinne erhöhen die Einlage des stillen Gesellschafters nicht, Verluste verringern diese jedoch schon. Spätere Gewinnen können eine durch einen Verlust erlittene Verringerung wieder ausgleichen.

## Beendigung

### Ordentliche Kündigung
Jeder Gesellschaft kann das Verhältnis ordentlich kündigen, wenn dieses unbefristet abgeschlossen wurde. Eine Kündigungsfrist von sechs Monaten zum Schluss des Geschäftsjahres muss eingehalten werden.

### Außerordentliche Kündigung
Sowohl bei befristen, als auch bei unbefristeten Gesellschaftsverhältnissen kann dieses außerordentlich gekündigt werden. Hiezu muss aber ein wichtiger Grund vorliegen (§ 184 UGB).

### Kündigung durch den Privatgläubiger
Ein Privatgläubiger des stillen Gesellschafters, der die Pfändung und Überweisung des Auseinandersetzungsguthabens erwirkt hat, kann die stille Gesellschaft kündigen.

### Tod
Nach § 184 UGB wird die Gesellschaft durch den Tod des Stillen nicht aufgelöst. Gegenteiliges gilt für den Inhaber des Unternehmens. Gemäß § 185 UGB führt dies zur Auflösung der Gesellschaft.

### Konkurs
Bei Eröffnung des Konkursverfahrens über das Vermögen des Unternehmensinhabers ist der stille Gesellschafter mit jenem Betrag seiner Einlage, der seinen Anteil am Verlust übersteigt, Insolvenzgläubiger. Hat er seine Einlage noch nicht voll geleistet, ist er nur insoweit zur Zahlung verpflichtet, als dies zur Deckung seines Anteils am Verlust notwendig ist.